# Ninuki Renju
Das japanische Spiel Ninuki Renju (jap. 二抜き連珠, dt. „zwei entfernen und Perlen aufreihen“) stammt von einer koreanischen Variante des Omok (jap. Gomoku) ab und wird daher in Japan auch Chōsen Gomoku (朝鮮五目, „koreanisches Gomoku“) genannt. Das Spiel wurde von dem Go-Profi Katsukiyo Kubomatsu (Renju 8. Dan; 1894–1941) Anfang der 1920er Jahre entwickelt (wahrscheinlich 1921). Von 1923 bis 1940 existierte im Raum Osaka ein eigener Verband, die Ninuki Renjusha (dt. „Ninuki-Renju-Gesellschaft“). Die stärksten Spieler waren Y. Murashima und Kizan Kubomatsu, der auch ein starker Renju-Meister (9. Dan) war. Nach dem Zweiten Weltkrieg geriet Ninuki Renju langsam in Vergessenheit.
Ninuki Renju wird 1951 von dem japanischen Literaturnobelpreisträger Yasunari Kawabata in dem Roman Meijin (dt. Übersetzung: Der Meister des Go) erwähnt. Es sind historische Partien aus dem Jahr 1927 und ein Problem des berühmten Renju-Meisters Goro Sakata (8. Dan) aus dem Jahr 1969 überliefert.
In Deutschland haben sich um die Verbreitung des Spiels besonders der Dresdner Go-Pionier Bruno Rüger und der Hamburger Go-Meister Reinhard Spode (2. Dan) verdient gemacht. Seit dem Jahr 2000 ist Ninuki Renju (mit etwas abweichenden Regeln) eine Disziplin auf dem Vielseitigkeitsturnier Hannover.
In den USA existiert eine vereinfachte Ninuki-Renju-Variante, die Pente genannt wird.  Sie war in den 1980er Jahren sehr populär.

## Spielregeln
Die folgenden Spielregeln stammen aus einer längeren Korrespondenz zwischen dem Kulturwissenschaftler R. Gering und Koichi Kobayashi, einem Freund von Goro Sakata, im Jahr 2003. In Europa und den USA wird teilweise mit abweichenden Regeln gespielt.
Ninuki Renju wird in Japan auf einem Brett gespielt, das aus 15 mal 15 Schnittpunkten besteht. Die Verwendung des modernen Renju-Bretts wird auch durch Sakatas Problem bewiesen. Das größere Go-Brett (19 × 19) wurde nur in der Anfangszeit des Spiels benutzt. Ein Spieler setzt schwarze, der andere weiße Steine.
Schwarz beginnt, wie in japanischen Brettspielen üblich. Der erste Stein wird auf dem Brettmittelpunkt (tengen, dt. „Polarstern“) gesetzt. Danach legen die Spieler abwechselnd einen Stein auf beliebige freie Punkte.
Es ist jedoch verboten, mehrere offene Dreier-Reihen auf einmal zu bilden, es sei denn, (1) damit wird verhindert, dass der Gegner eine Fünfer-Reihe im nächsten Zug bekommt, oder (2) es wird ein Stein aus einer soeben entstandenen Fünfer-Reihe geschlagen.
Gegnerische Steinepaare werden geschlagen, indem sie an beiden Enden waagerecht, senkrecht oder diagonal von eigenen Steinen eingeschlossen werden. Die geschlagenen Steine werden vom Brett genommen. Wenn ein Spieler jedoch selber seine Steine so setzt, dass vom Gegner eingeschlossene Paare entstehen, werden diese nicht geschlagen.
Es gewinnt, wer als Erster eine ununterbrochene waagerechte, senkrechte oder diagonale Reihe aus genau fünf eigenen Steinen bildet, die im nächsten Zug nicht vom Gegner zerstört werden kann („Perfekte Fünf“) oder fünf gegnerische Steinpaare (also 10 Steine) fängt. Eine Überlänge, sechs oder mehr Steine in einer Reihe, ist laut japanischer Informanten erlaubt, gilt jedoch als neutral.
Eine Partie endet unentschieden, (1) wenn kein Spieler eine Fünfer-Reihe bilden kann und deshalb die Spieler auf weitere Züge verzichten oder, (2) wenn aus einer Überlänge so ein Stein geschlagen wird, dass eine Fünfer-Reihe entsteht, gleichzeitig aber der Gegner damit fünf Paare gefangen hat.

## Zitat
Der Meister belebte den Abend mit Herausforderungen in Shogi und Ninuki Renju. Er verlor wiederholt gegen Onoda beim Ninuki, das auch als koreanisches Gomoku bekannt ist. Er schien mit Bewunderung erfüllt zu sein.
Yasunari Kawabata im Roman Meijin (1951).